# Heliport Andorra la Vella
Heliport Andorra la Vella – heliport zlokalizowany w mieście Andora, w Andorze.